# マツダ・カスタムキャブ
カスタムキャブ（Custom Cab）はマツダが1989年から1995年まで生産していた小型タクシー専用のセダン型商用車である。

## 概要
従来までマツダの小型タクシーはカペラ（CB・GC・GD系）が受け持っていたが、GC系以降のカペラは駆動方式がFFで整備性が悪く、価格も同クラスの小型タクシー車と比べて高いため、タクシー車のシェア拡大を目指したいマツダは、実用性第一をキーワードに1986年に生産（販売）を終了したHB型ルーチェのボディーを再利用して1989年5月に新しいタイプの小型タクシー専用車を開発した。これがカスタムキャブである。
ベースとなった4代目（HB型）ルーチェおよび3代目コスモセダンは全長が4,600mmを超え、小型タクシーの規格に合致せず中型タクシーとされていた。カスタムキャブはルーチェのフロントとリア部分を手直しし、オーバーハング（長さ）を短縮したバンパーを装着して全長を4,590mmに抑え小型タクシーの規格に合致させた。
カペラより2世代は基本設計が古くなったが、元々は中型タクシー規格のルーチェがベースのため車体が大きくなったことと価格の安さが受け、従来のカペラやルーチェ以上に全国的に普及した。発売開始された1989年頃はトヨタ・マークIIや日産・ローレルなどひとクラス上の車種へ小型タクシーの大型化が全国各地で進められていた時期でもあった。
カスタムキャブ登場後も、カペラのタクシー仕様車は上述の整備性の問題があったものの、雪道に強いFF車だったことから2年ほど並行して生産されていたが、1991年にカペラがクロノス/MS-6/MX-6にフルモデルチェンジ（カペラセダンは1994年にクロノスシリーズの不振から3年ぶりの復活を果たす）して同時にカペラのタクシー仕様車は廃止された。なお、カペラの後継であるクロノスは全幅が1,700mmを超え3ナンバーになることから小型タクシーの規格（全長4,600mm、全幅1,700mm）に合致しないので、クロノスの小型タクシー仕様車は存在しない。
しかしカスタムキャブはボディーの基本設計が古い（ベースが1981年登場のルーチェ/コスモだった）ことから、1996年以降生産する乗用車に義務付けられる衝突時の安全基準強化への対応が困難なため、マツダ側のリストラの意向もあって1995年12月にHC型ルーチェのタクシー仕様とともに製造中止になった。これ以後、マツダはタクシー車市場から撤退している。その後は現在まで、マツダ車のタクシーは個人タクシーを中心にセンティア、ミレーニア、カペラ、アテンザ、が少数存在するが、いずれもディーラー単位でタクシー専用架装を施したもので、正式なカタログモデルではない。またこれらは既に生産中止され、現在このクラスのマツダ車はMAZDA6があるが、クロノス同様全幅が1,700mmを超えるため、小型タクシーには対応しない。ただし、全幅の制限を撤廃し全長の4,600mm制限のみ設定されている営業区域ではアクセラを小型タクシーとすることが可能であった（MAZDA3はファストバックは全長制限範囲内だがセダンは超過するため小型タクシーに対応不可）。また、中型タクシーと小型タクシーの枠が統合されている区域ではアテンザ / MAZDA6もアクセラ / MAZDA3もタクシーとして使用できる。
総販売台数は1万5千台程度と推測される。ディーラー別には京都、北九州、広島の販売台数が多い。

## マイナーチェンジ
1992年に小規模マイナーチェンジが行なわれ、SG-Lが追加となる。
外観上はフロントフェンダーにサイドフラッシャーが追加され、空気清浄機付ハイマウントストップランプが装着、不評だったコラムカバー上のハザードスイッチがセンターに移動し押しやすいものとなった。他にブレーキブースターの強化等が行われた。

## グレード
グレードは個人タクシー向けとしてパワーウインドウやモケットシート,4スピーカーカセットデッキなどの快適装備を充実させ、角目4灯ヘッドランプやサイドプロテクターモール、フロアーカーペットなどで高級感を持たせたSG-S。SG-Sから4スピーカーカセットデッキ及びフロアーカーペットを省いたSG-L。そして法人タクシー向けとしてビニールシートや丸目4灯ヘッドランプなど装備のグレードを下げ、サイドプロテクターモールを省いたDXの3つが存在した。

## エンジン
FE型2,000cc直列4気筒SOHCのLPGエンジンで5速MTと4速ATが選べた。64馬力の最高出力は車体の大きさに比して現行の軽自動車規格の過給機付きエンジン車と同等で非力なものだったが、登場時のライバル車は軒並み1,800ccエンジン（マークIIタクシーのみ2,000cc）に3速オートマチックを組み合わせたものであり、カスタムキャブの対抗余地はあった。しかしマークIIがマイナーチェンジ、さらに日産からクルーが登場すると、他車に対する利点が安価な販売価格のみとなり、一部販売店では「車ではなく人を売れ」（セールスマンの質の高さで車を買ってもらえの意）の文言で、その状況を表現した。